# Spice (stacja telewizyjna)
Spice – stacja telewizyjna, która jest częścią kanału Viasat Explorer. Spice produkowany jest na prawach wyłączności dla Viasat Broadcasting przez Playboy TV UK. Jego emisja rozpoczyna się o codziennie o 00.00 i trwa do godz. 5.00. Każdej nocy emitowane są co najmniej trzy filmy erotyczne, zaliczane do grupy tzw. soft-erotyków (lekkiej erotyki) dla dorosłych zgodna z regulacjami British OfCom.
W Polsce część sieci kablowych, w których jest dystrybuowany kanał, rozdziela jego emisję od Viasat Explorer, traktując go jako odrębny kanał. Sieci te oferują dostęp do programu na oddzielnym kanale i w różnych pakietach. Również część operatorów, która posiada Viasat Explorer w swojej ofercie programowej, nie oferuje dostępu do kanału erotycznego Spice (np. Cyfrowy Polsat). Codziennie, po zakończeniu emisji Viasat Explorer, o godz. 00.00 sygnał do Spice zostaje zablokowany (pojawia się czarny ekran). Naprawdę oba te kanały stanowią jedną stację telewizyjną. W nocy z 28 lutego na 1 marca 2013 roku kanał Spice zakończył nadawanie w Polsce. Tego samego dnia został uruchomiony Polsat Viasat Explorer.